# Fritz-Julius Lemp
Fritz-Julius Lemp (Qingdao, 19 febbraio 1913 – Nord Atlantico, 9 maggio 1941) è stato un militare tedesco, Kapitänleutnant della Kriegsmarine nel corso della seconda guerra mondiale, comandante degli U-Boot U-28, U-30 e U-110. Gli fu conferita la Croce di Cavaliere della Croce di Ferro, che era assegnata in caso di eccezionale coraggio in battaglia ovvero per eccezionali doti di comando.

## Biografia

### L'incidente dell'Athenia
Il 3 settembre 1939, al comando dell'U-Boot U-30, affondò la nave passeggeri Athenia di 13.581 tonnellate, la prima nave a essere affondata nel corso della seconda guerra mondiale. Lemp più tardi affermò che il fatto che la nave procedesse con una rotta non rettilinea, lontano e al di fuori delle normali rotte commerciali, gli fece credere che fosse una nave per trasporto truppe oppure una nave mercantile armata, e, quando si rese conto del suo errore, omise di annotare il fatto nel giornale di bordo del sottomarino e impose il segreto al suo equipaggio.
Adolf Hitler decise che l'incidente dovesse essere tenuto segreto per ragioni politiche e il giornale tedesco Völkischer Beobachter pubblicò un articolo nel quale si censurò la perdita dell'Athenia da parte degli inglesi e si accusò Winston Churchill, che poi fu nominato Primo lord dell'ammiragliato, di aver affondato la nave per convincere l'opinione pubblica neutrale a schierarsi contro la Germania nazista. La verità non fu svelata fino a gennaio 1946, al processo di Norimberga, nel corso del processo a Erich Raeder, quando fu letta una dichiarazione di Karl Dönitz, nella quale ammise che l'Athenia era stata silurata dall'U30 e che fu fatto tutto il possibile perché questo fatto restasse segreto.

### U-110
L'U-Boot U110 fu catturato il 9 maggio 1941 nel Nord Atlantico al sud dell'Islanda per opera dei cacciatorpediniere HMS Bulldog (H91) e HMS Broadway e dalla corvetta britannica HMS Aubretia. Dopo essere stato costretto a guadagnare la superficie dalle cariche di profondità e in seguito bombardato, Lemp ordinò all'equipaggio di abbandonare e di aprire lo scafo ai marosi per favorire l'affondamento dell'U-Boot crivellato di colpi.
Lemp non fu tra i trentaquattro sopravvissuti salvati dalle navi alleate e uno dei racconti della sua fine narra che, quando si rese conto che le cariche predisposte per l'autoaffondamento non avrebbero detonato, tornò a nuoto sul sottomarino venendo fatto oggetto di colpi d'arma da fuoco e ucciso da parte della squadra d'arrembaggio oppure annegò nell'acqua gelida. Dopo la fine della guerra, i tedeschi affermarono che Lemp fosse stato colpito in acqua, o dalla squadra d'abbordaggio del sottotenente Balme oppure dalla nave Bulldog da cui Balme era sbarcato. Balme, tuttavia, rassicurò i giornalisti tedeschi che la sua squadra d'arrembaggio non esplose nemmeno un colpo in quella missione. Anche Joe Baker-Cresswell, comandante del Bulldog, negò che Lemp fosse stato colpito e la versione ufficiale inglese fu che Lemp si suicidò per annegamento quando si rese conto delle possibili conseguenze del fallimento della sua missione (vedi anche Operazione Primrose).

## Riconoscimenti
- Croce spagnola in bronzo
- Croce di ferro (1939)
  - seconda classe (27 settembre 1939)
  - prima classe (18 gennaio 1940)
- Croce di Cavaliere della Croce di Ferro 14 agosto 1940 quale Kapitänleutnant e comandante dell'U-Boot U-30[3]